# Севрюгин, Николай Васильевич
Никола́й Васи́льевич Севрю́гин (16 февраля 1939 — 26 марта 2002) — глава Тульской области с 1991 по 1997 год.

## Биография
Родился 16 февраля 1939 года в с. Вечерино Выселки Михайловского района Рязанской области.

### Образование и трудовая деятельность
Окончил Рязанский сельскохозяйственный институт в 1962 году, ВПШ при ЦК КПСС в 1979 году. С 1962 года работал на различных должностях в совхозах Тульской области.
С 1966 по 1970 год — член бюро Тульского обкома ВЛКСМ. С 1970 по 1973 год — начальник Щекинского районного сельскохозяйственного управления.

### Политическая деятельность
С 1973 по 1978 год — первый секретарь Одоевского райкома КПСС Тульской области. С 1978 по 1982 год — начальник Тульского областного управления сельского хозяйства. С 1982 по 1984 год — председатель исполкома Ленинского районного Совета Тульской области. С 1984 по 1991 год — директор совхоза «Тульский» Ленинского района.
В 1990 году баллотировался в народные депутаты РСФСР, проиграл в первом туре. В марте 1990 года был избран депутатом Тульского областного Совета. В октябре 1991 года Указом Президента РСФСР был назначен главой администрации Тульской области.
На посту главы области всегда поддерживал президента Ельцина и был известен своими крайне антикоммунистическими взглядами. Во время противостояния ветвей власти осенью 1993 года встал на сторону президента.
В 1994—1995 годах занимаемая им должность получила новое наименование — губернатор Тульской области.
В январе 1996 года вошёл в Совет Федерации по должности, был членом Комитета по вопросам безопасности и обороны. В марте 1997 года баллотировался на пост губернатора Тульской области, занял третье место, набрав менее 5 % голосов.
В 1995 году участвовал в создании регионального отделения Движения «Наш дом — Россия», до осени 1996 года был председателем Совета областной организации НДР.
Умер 26 марта 2002 года в Туле после тяжёлой болезни. Похоронен на Аллее почётных захоронений Тульского городского кладбища.

## Уголовное дело Севрюгина
В апреле 1997 года, через несколько недель после победы на губернаторских выборах Василия Стародубцева, в отношения Николая Севрюгина начали расследование. И четвёртого июня он был задержан и обвинён в получении двух взяток в $120 тысяч от сотрудника столичного Рострабанка Валерия Федорченко. Тот дал взятку за подписание губернатором договора областной администрации с Рострабанком, включенным в программу взаимозачётов между тульскими и федеральными властями. Двумя днями ранее был задержан его сын Андрей, которого следствие называло посредником. Севрюгин отказывался признать вину и называл дело сфабрикованным.
При этом, как отмечала газета «Коммерсант», слухи о взяточничестве Николая Севрюгина ходили в Туле и ранее. Особенно выделялось дело Бориса Шаповалова, заместителя Севрюгина и председателю комитета областной администрации по управлению имуществом, обвинённого в мае 1995 года в злоупотреблении служебным положением, должностном подлоге и присвоении вверенного имущества. Он был осуждён только в феврале 1997 года, а до того продолжал работать в должности. Также в феврале 1997 года задержали Валерия Сальникова, заместителя Бориса Шаповалова и одновременно руководителя областного фонда защиты обманутых вкладчиков.
В августе 1998 года дело Севрюгина дошло до суда, но было возвращено в Тульскую облпрокуратуру для дополнительного расследования. К тому моменту Севрюгин пережил тяжёлый инсульт. Следствие дополнили новым обвинением в хищении госимущества на $30 тысяч для обустройства собственного загородного дома; в эту сумму вошли вынесенные из рабочего кабинета гарнитур и часы при передаче его новому губернатору.
Летом 1999 года стартовал новый судебный процесс. В октябре 1999 года был освобождён из-под ареста под подписку о невыезде по состоянию здоровья. В феврале 2000 года судебное разбирательство было приостановлено до улучшения состояния здоровья, а затем Севрюгин попал под амнистию.
Суд завершил процесс по банкиру Федорченко и сына экс-губернатора Андрею Севрюгину. Последнему суд назначил с учётом приобретённых за время пребывания в изоляторе бронхиальной астмы и туберкулёза к трём годам лишения свободы — и тут же амнистировал. Федорченко суд признал виновным в даче двух взяток и приговорил к штрафу в тысячу минимальных размеров оплаты труда (100 тысяч рублей), от выплаты которых он был освобождён по амнистии.

## Награды
- Орден Почёта (7 мая 1996 года) — за заслуги перед государством и многолетний добросовестный труд[7].
- Орден Трудового Красного Знамени.
- Благодарность Президента Российской Федерации (12 августа 1996 года) — за активное участие в организации и проведении выборной кампании Президента Российской Федерации в 1996 году[8].